# Zinabou Touré
Pour les articles homonymes, voir Touré.
Zinabou Touré est une femme politique togolaise. 

## Carrière
Zinabou Touré est l'une des six femmes élues députées à l'Assemblée nationale lors des élections législatives togolaises de 1979, les autres étant Abra Amedomé, Cheffi Meatchi, Kossiwa Monsila, Essohana Péré et Marguerite Adjoavi Trenou.